# 章市
章市是巴基斯坦章县首府，位于旁遮普省中部奇納布河東岸。根據2017年巴基斯坦人口普查，章市的人口有414131人。章市最為人熟悉的景點是蘇丹巴胡聖陵。

## 外部連結
- 旁遮普省政府關於姜市的資料